# Chiesa dei Santi Cosma e Damiano (Vobbia)
La chiesa dei Santi Cosma e Damiano è un luogo di culto cattolico situato nella frazione di Arezzo nel comune di Vobbia, nella città metropolitana di Genova. La chiesa è sede della parrocchia omonima del vicariato della Valle Scrivia dell'arcidiocesi di Genova.

## Storia e descrizione
Presente antecedente il 1311, la parrocchiale fu annessa alla cura della comunità parrocchiale di Santa Maria Assunta di Vallenzona dal 13 dicembre del 1411. Successivamente fu nuovamente distaccata da quest'ultima nel 1609.
Ricostruita nella prima metà del XVIII secolo aveva al suo interno tre altari nel 1734 che furono portati a cinque nel 1771. L'altare maggiore fu consacrato dal cardinale Giuseppe Siri il 17 agosto del 1968.